# Karl Löffler (Bibliothekar)
Karl Löffler (* 7. Januar 1875 in Stuttgart; † 9. Dezember 1935 ebenda) war ein deutscher Bibliothekar und Handschriftenkundler.

## Leben und Werk
Sein Vater war der Vermessungsinspektor Gottlob Löffler. Karl Löffler besuchte die Lateinschule in Blaubeuren und das Evangelische Seminar Blaubeuren, wonach er in Tübingen, Genf, Poitiers, Paris, London und Stuttgart studierte. Er war seit 1893 Mitglied der Verbindung Normannia Tübingen (bzw. 1933–1935 der Burschenschaft Normannia Tübingen). 1905 wurde er mit der Dissertation Das Passiv bei Otfrid und im Heliand besonders im Verhältnis zu den lateinischen Quellen an der Universität Tübingen zum Doktor der Philosophie promoviert. Von 1900 bis 1908 wirkte Löffler im höheren Schuldienst, 1908 wurde er Bibliothekar an der Württembergischen Landesbibliothek in Stuttgart, 1912 erhielt er den Titel Professor, 1920 stieg er zum Oberbibliothekar auf.
Karl Löffler trat mit Veröffentlichungen zur Handschriftenkunde und zum Bibliothekswesen hervor, von denen vor allem seine Einführung in die Katalogkunde, die 1935 kurz vor Löfflers Tod erschien, eine nachhaltige Wirkung hatte. Aufgrund der „Anerkennung (...), die sein letztes Werk bei den Fachleuten und den Bibliotheksbenutzern des In- und Auslandes gefunden hatte“, erschien 1956 eine neu bearbeitete zweite Auflage, deren Bearbeiter Norbert Fischer Löfflers Kunst lobte, „ein scheinbar so sprödes und sachliches Thema wie die Katalogkunde in einer ungemein lebendigen, leicht verständlichen, ja teilweise geradezu humorvollen Weise darzustellen“ und daher nur notwendige Aktualisierungen, aber keine größeren Veränderungen an Löfflers Text vornahm. Dieses Werk bildete auch die Grundlage für eine unter dem gleichen Titel 2005 erschienene völlig neubearbeitete Auflage von Walther Umstätter und Roland Wagner-Döbler. Löffler war einer der Begründer des Lexikons des gesamten Buchwesens.

## Veröffentlichungen (Auswahl)
- Die Handschriften des Klosters Weingarten (= Zentralblatt für Bibliothekswesen. Beiheft 41). Harrassowitz, Leipzig 1912  (Digitalisat). Nachdruck: Kraus, Nendeln 1968.
- Columella: De re rustica. übers. durch Heinrich Oesterreicher, hrsg. Karl Löffler. Litterar. Verein in Stuttgart, Tübingen 1914 (Digitalisat).
- Geschichte der Württembergischen Landesbibliothek (= Zentralblatt für Bibliothekswesen. Beiheft 50). Harrassowitz, Leipzig 1923.
- Romanische Zierbuchstaben und ihre Vorläufer. Matthaes, Stuttgart 1927.
- Die Landesbibliothek. In: Archiv für Buchgewerbe und Gebrauchsgraphik. Bd. 64 (1927), Heft 5–6. Sonderheft Stuttgart, S. 39–43.
- Schwäbische Buchmalerei in romanischer Zeit. Filser, Augsburg 1928.
- Einführung in die Handschriftenkunde. Hiersemann, Leipzig 1929 (Digitalisat)
  - [2. Aufl.], neu bearb. von Wolfgang Milde (= Bibliothek des Buchwesens Bd. 11). Hiersemann, Stuttgart 1997. ISBN 3-7772-9723-2.

- Slawischer Buchdruck in Württemberg im Jahrhundert der Reformation. In: Zeitschrift für Bücherfreunde, N.F., Jg. 21 (1929), S. 93–100.
- Die Handschriften des Klosters Zwiefalten. Winkler, Linz a. Donau 1931 (Digitalisat)

- Einführung in die Katalogkunde. Hiersemann, Leipzig 1935.
  - 2. Aufl., neu bearb. von Norbert Fischer. Hiersemann, Stuttgart 1956 (Digitalisat)
  - 3. Aufl., völlig neu bearb. von Walther Umstätter und Roland Wagner-Döbler. Hiersemann, Stuttgart 2005. ISBN 3-7772-0506-0
- als Hrsg. mit Joachim Kirchner: Lexikon des gesamten Buchwesens. 3 Bände, K. W. Hiersemann, Leipzig 1935–1937.